# طواف قطر 2014
طواف قطر 2014 هو سباق دراجات هوائية أقيم بتاريخ 9–14 فبراير 2014، تكون السباق من 6 مراحل وامتدّ لمسافة 714. 4 كم بسرعة 44.9 كم/س، استغرق السباق 15 ساعة 53 دقيقة 37 ثانية.

## روابط خارجية
- طواف قطر 2014 على موقع إحصائيات الدراجات الإحترافية (الإنجليزية)